# Knutpiska

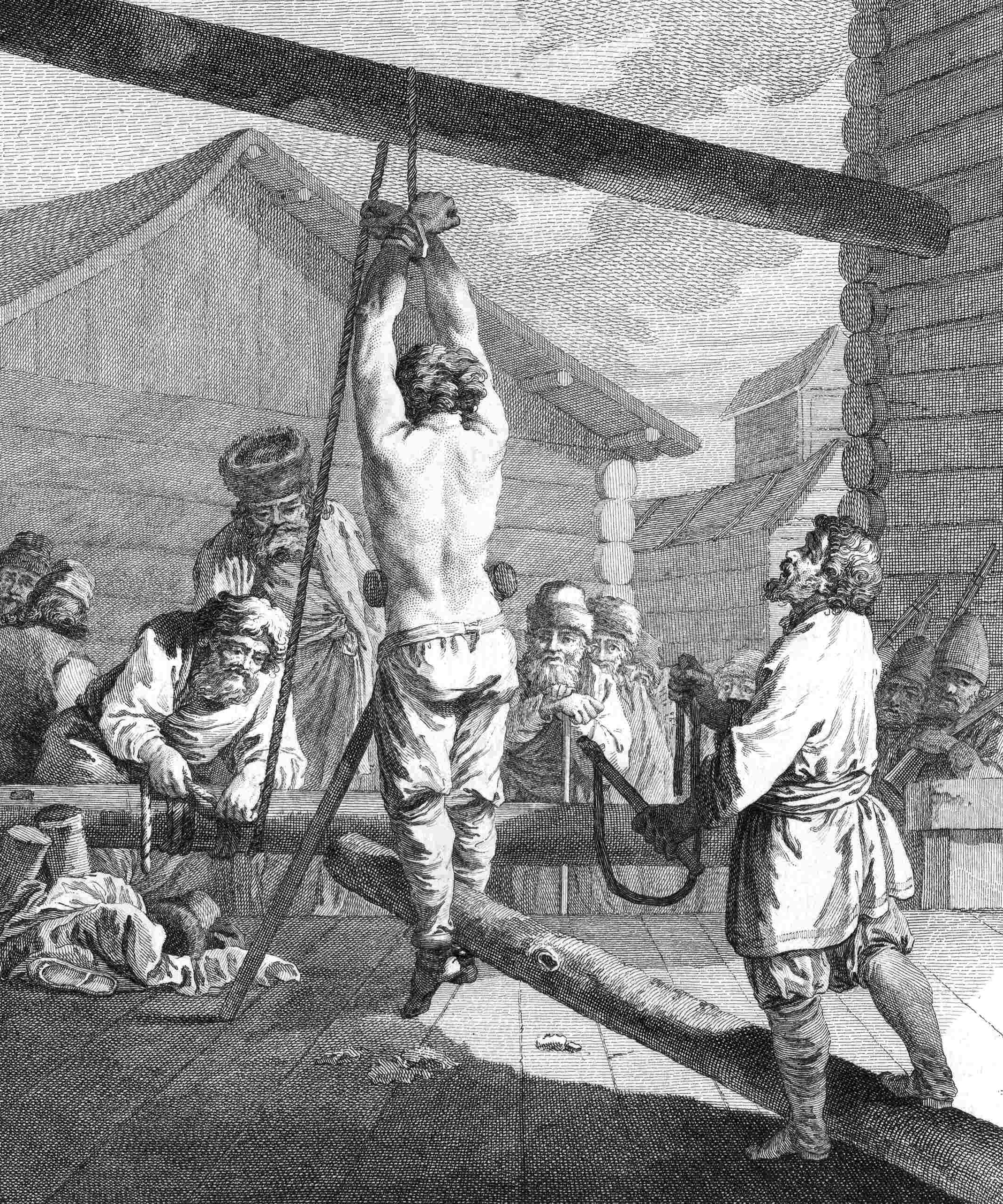
Bestraffning med knutpiska

Knutpiska eller knut (ryska кнут, piska) bestod av flera hopflätade oxsenor eller ogarvade remmar vars ändar var uppdelade. Den har förekommit i flera varianter och det är särskilt den så kallade stora knutpiskan som blivit känd som ett grymt pinoredskap; bestående av ett sextio centimeter långt skaft, på vilket fästes en platt läderrem – runt två gånger skaftets längd, som avslutas med en stor koppar- eller mässingsring, som remsor är fastsatta på; den runt fem centimeter breda ringen avslutas i en längd av sextio centimeter i en udd. Detta var indränkt i mjölk och soltorkat för att göra det hårdare.

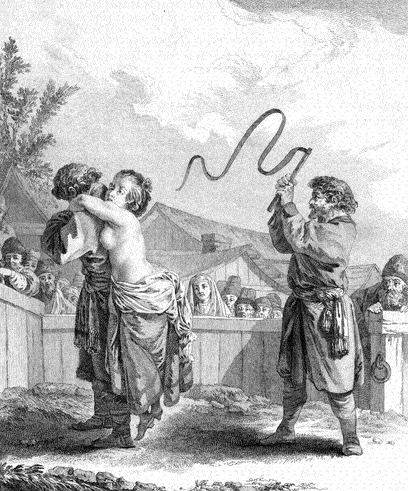
Bestraffning med "stora knutpiskan"

Som straffredskap förekom knutpiskan i Ryssland först under det tatariska tidevarvet; den nyttjades ända in i mitten av 1700-talet för prygel av alla slags förbrytare, i synnerhet politiska. Från Katarina II:s tid (1762–1796) inskränktes dess användning till att straffa mördare, kyrkorövare och mordbrännare. 
Under Nikolaj I:s tid(1825–1855) avskaffades knutpiskan och ersattes med den tresnärtiga pletj, som i sin tur avskaffades av Alexander II. Den till knut dömde förbrytaren bands stående vid ett par pålar, och rappen föll på dennes blottade rygg; stundom dog de piskade under verkställandet. I politiskt hetsspråk har ordet "knutpiskan" ofta använts som en symbol för självhärskardömets inre styrelse, och särskilt föreställningar om rysk autokrati och hård grymhet.